# Chodecz
Chodecz is een stad in het Poolse woiwodschap Koejavië-Pommeren, gelegen in de powiat Włocławski. De oppervlakte bedraagt 1,31 km², het inwonertal 1954 (2005).